# 매기 베어드
매기 베어드(Maggie Baird, 1959년 3월 30일 ~ )는 미국의 배우, 싱어송라이터, 영화 각본가이다. 음악 프로듀서 피니어스 오코넬과 가수 빌리 아일리시의 어머니이다.

## 출연 작품

### 영화
- 매닉 (영화)
- 차밍 스쿨 & 볼룸 댄스
- 에라곤 (영화)
- 아이스 에이지: 매머드 크리스마스=

### 텔레비전
- 애즈 더 월드 턴즈
- L.A. 로
- 시티 레인져
- 피켓 펜스
- 시카고 메디컬
- 크래시박스
- 프렌즈
- JAG (드라마)
- 커브 유어 엔수지애즘
- 엑스파일
- 웨스트 윙 (드라마)
- 버즈 오브 프레이 (드라마)
- 참드
- 식스 핏 언더
- 에버우드
- 본즈 (드라마)
- 우리 생애 나날들

### 비디오 게임
- 배틀존 2 : 컴뱃 커맨더
- 에버퀘스트 II
- 세인츠 로우 (2006년 비디오 게임)
- 세인츠 로우 2
- 매스 이펙트 2
- 매스 이펙트 3
- 라이트닝 리턴즈 파이널 판타지 XIII